# Lothar Knud Frederik
Lothar Knud Frederik (eigentlich Friedrich Paul Lothar Fredrik; * 9. November 1886 in Berlin, Deutsches Reich; † 1957 in Deutschland) war ein deutscher Filmkritiker und Drehbuchautor beim Stummfilm.

## Leben und Wirken
Der gebürtige Berliner studierte Philosophie, Kunstgeschichte und Germanistik und arbeitete in Berlin als Journalist und Filmkritiker. Darüber hinaus war er als Übersetzer (Griechisch, Latein, Mittelhochdeutsch, Französisch und Englisch) sowie als Romanautor tätig. Als Kritiker machte sich Frederik unter dem Signum L.K.F. kurz nach Ende des Ersten Weltkriegs einen Namen mit im Film-Kurier abgedruckten Rezensionen zu hochwertigen Filmen wie F. W. Murnaus Der Januskopf und Abend – Nacht – Morgen. Seine positiven Besprechungen der Inszenierungen Harry Piels führten dazu, dass der Allround-Filmemacher Frederik zu sich holte und ihm anbot, für ihn Drehbücher zu verfassen. Das erste Ergebnis von Bedeutung war der muntere Dreiteiler Der Reiter ohne Kopf, der Piels endgültigen Durchbruch als Actionfilmstar bedeutete. Gemeinsam mit Piel entwickelte Frederik die Filmfigur des „Unus“, ehe sich das Team nach sechs Filmen wieder trennte.
Frederik blieb die gesamten 1920er als Drehbuchautor tätig; mit dem Ende der Stummfilmzeit zog er sich jedoch aus der Branche zurück. In dieser Zeit bearbeitete er die unterschiedlichsten Filmstoffe, etwa die Adaption einer Balzac-Vorlage in Gobseck, Richard Oswalds Lustspiel Als ich wiederkam, Manfred Noas Posse Der Provinzonkel und das Melodram Mädchenhandel (mit Paul Rosenhayn). Mit Guido Brignones Inszenierung Der Mann, der nicht liebt, wo er lediglich die dramaturgische Bearbeitung des von Hans H. Zerlett verfassten Drehbuchs übernahm, beendete Lothar Knud Frederik 1929 seine aktive Filmtätigkeit. Was er anschließend beruflich tat, ist nicht überliefert.

## Filmografie
- 1921: Der Reiter ohne Kopf
- 1921: Die Todesfalle
- 1921: Die geheimnisvolle Macht
- 1921: Der Fürst der Berge
- 1921: Unus, der Weg in die Welt
- 1922: Zwei Welten
- 1923: Gobseck
- 1924: Frauen im Sumpf (Judith)
- 1926: Als ich wiederkam
- 1926: Der Provinzonkel
- 1926: Mädchenhandel
- 1927: Bezwinger der 1000 Gefahren
- 1929: Der Mann, der nicht liebt (nur dramaturg. Bearbeitung)